# Като Буларии
Като Буларии (на гръцки: Κάτω Μπουλαριοί) е село в Република Гърция, област Пелопонес, дем Източен Мани. Селото има население от 18 души (2001).